# Serbelodon
Serbelodon — вимерлий рід хоботних. У нього були бивні та хобот. Він мешкав у Північній Америці в епоху міоцену і був тісно пов’язаний з амебелодоном. Вони мали дієту, яка складалася з рослин C3, які включали фрукти, кору дерев, трави та листя.
Serbelodon burnhami був названий на честь Фредеріка Рассела Бернхема, зятя першовідкривача скам’янілостей Джона К. Бліка.